# Dryolimnas
Dryolimnas är ett fågelsläkte i familjen rallar inom ordningen tran- och rallfåglar. Släktet omfattar här tre arter, dels en som förekommer på Madagaskar och Aldabra, tidigare i Seychellerna, dels två nyligen erkända utdöda arter som tidigare förekom på La Réunion och Mauritius:
- Vitstrupig rall (D. cuvieri)
- Réunionrall (D. augusti) – utdöd
- Mauritiusrall (D. chekei) – utdöd